# Ryszard Malcherczyk
Ryszard Malcherczyk (ur. 17 października 1934 w Zabrzu) – polski lekkoatleta, trójskoczek.

## Osiągnięcia
Był, obok Jana Jaskólskiego, głównym krajowym rywalem Józefa Szmidta. Dwa razy startował w igrzyskach olimpijskich, oba razy dochodząc do finału. W Melbourne 1956 był dziesiąty, a w Rzymie 1960 szósty. Podczas swego jedynego startu w Mistrzostwach Europy w Sztokholmie 1958 zajął 4. miejsce.
Pięć razy był mistrzem Polski: w 1956, 1957, 1959, 1961 i 1964. Dziewięciokrotnie poprawiał rekord Polski doprowadzając go do wyniku 16,44 m (w 1959). Przez główną część kariery reprezentował CWKS Legia Warszawa. Obecnie mieszka w Niemczech.

## Rekordy życiowe
- skok w dal – 7,51 m
- trójskok – 16,53 m oraz 16,71 m (Palermo, 8 października 1961)[1] – wynik uzyskany przy zbyt silnym, sprzyjającym skoczkowi wietrze o prędkości +4,3 m/s. Aby wynik został uznany za oficjalny wiatr nie może przekroczyć prędkości +2,0 m/s.